# Rhicnoderma basalis
Rhicnoderma basalis är en insektsart som beskrevs av Bruner, L. 1907. Rhicnoderma basalis ingår i släktet Rhicnoderma och familjen Romaleidae. Inga underarter finns listade i Catalogue of Life.